# NGC 2556
NGC 2556 é uma galáxia lenticular (S0) localizada na direcção da constelação de Cancer. Possui uma declinação de +20° 56' 15" e uma ascensão recta de 8 horas, 19 minutos e 00,8 segundos.
A galáxia NGC 2556 foi descoberta em 17 de Fevereiro de 1865 por Albert Marth.